# Sūzar
Sūzar (persiska: سوزر) är en ort i Iran.   Den ligger i provinsen Lorestan, i den centrala delen av landet, 400 km sydväst om huvudstaden Teheran. Sūzar ligger 1 896 meter över havet och antalet invånare är 165.
Terrängen runt Sūzar är bergig åt sydväst, men åt nordost är den kuperad.Runt Sūzar är det ganska glesbefolkat, med 45 invånare per kvadratkilometer. Närmaste större samhälle är Darreh Chīn, 7,6 km sydost om Sūzar. Trakten runt Sūzar består i huvudsak av gräsmarker.